# Сандлер, Григорий Моисеевич
Григорий Моисеевич Са́ндлер (в документах Гиля Моисеевич; 21 августа 1912, Островно, Витебская губерния — 1 января 1994, Санкт-Петербург) — советский хормейстер, музыкальный педагог. Заслуженный деятель искусств РСФСР (1959).

## Биография
Родился 21 августа 1912 года в местечке Островно Витебского уезда.
С 1928 года жил в Москве, работал на заводе «Каучук», учился в музыкальном училище и Московской консерватории у П. Г. Чеснокова, В. П. Мухина, А. В. Александрова, Н. М. Данилина. В годы Великой Отечественной войны на фронте, капельмейстер музыкального взвода Управления дивизии; воевал на Пулковских высотах, участвовал в прорыве и снятии Ленинградской блокады, дважды тяжело ранен. Награждён орденом Красной Звезды (1945), медалями. Два брата Григория Сандлера погибли на фронте, отец — в еврейском гетто Витебска.

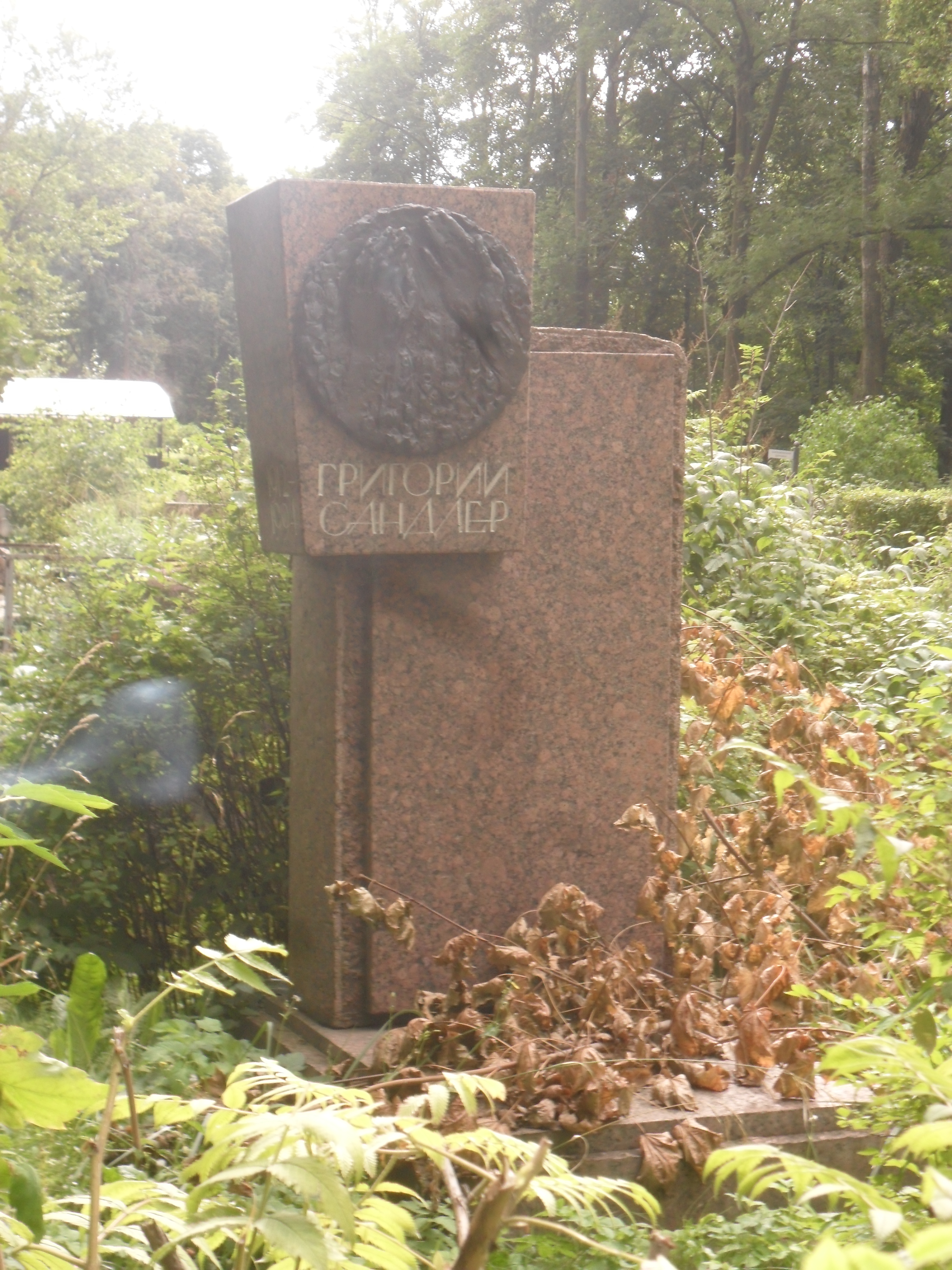
Могила Сандлера на Волковском православном кладбище Санкт-Петербурга.

После демобилизации завершил учёбу в Ленинградской консерватории в классе Г. Дмитревского, одновременно руководил хором курсантов Военно-морской медицинской академии. В 1949 году создал хор Ленинградского университета, которым руководил до конца жизни. В 1954 году стал художественным руководителем Хора ленинградского телевидения и радио, руководил им до 1987 года. Этим хором были записаны более 20 грампластинок русской и мировой музыки а капелла, в том числе «12 хоров на стихи Я. Полонского» С. Танеева, «10 поэм» Д. Шостаковича, «Петербургские серенады» А. Даргомыжского, «Казнь Пугачёва», «Строфы Евгения Онегина» и другие произведения Р. Щедрина, хоры Г. Свиридова, В. Калинникова, А. Аренского, П. Чеснокова, М. Коваля, Б. Кравченко, В. Салманова, Ю. Фалика, французских, немецких композиторов, русские народные песни, песни народов мира.
Умер 1 января 1994 года. Похоронен на Волковском православном кладбище Санкт-Петербурга.
Среди учеников, продолживших дело Г. М. Сандлера, можно выделить талантливого хорового дирижёра Г. Е. Терацуянца (1929—2007).

## Характеристика творчества
Фундаментом всех достижений хоров Сандлера — эмоциональности, выразительности, стройности, слитности голосов, красивого звучания — была его постоянная тщательная вокальная работа с исполнителями. Он был великолепным интерпретатором хоровых сочинений и большим художником. Он захватывал хор своим внутренним состоянием и исполняемые им произведения до глубины души трогали слушателей. Жанр пения а капелла — основной жанр, которому Сандлер посвятил свою деятельность. В акапельном репертуаре хорового мастера — необъятный диапазон стилевых традиций: от народной песни, хоровой классики старого письма, барокко, классицизма, романтизма до современной музыки, первым исполнителем которой очень часто был Сандлер. В 1986 г. хор Ленинградского Радио и Телевидения под управлением Сандлера впервые в истории исполнил целиком знаменитый op.27 С. И. Танеева — 12 хоров на стихи Я. Полонского.
Уникальность университетского хора состояла в том, что Сандлер поднял исполнительское мастерство любительского, ежегодно обновляющегося коллектива, до высокопрофессионального уровня, студенческий хор мог исполнять хоровые сочинения любой трудности.

## Компакт-диски
- Хоры на стихи Пушкина. Народные песни (2CD). Хор Ленинградского радио и телевидения. Дирижирует Григорий Сандлер
- Шостакович — 10 поэм. Свиридов — 7 хоров. Танеев — 12 хоров (2CD). Хор Ленинградского радио и телевидения. Дирижирует Григорий Сандлер
- Антология русской хоровой музыки a cappella (2CD). Хор Ленинградского радио и телевидения. Дирижирует Григорий Сандлер
- Хоры a cappella советских композиторов (2CD). Хор Ленинградского радио и телевидения. Дирижирует Григорий Сандлер
- Хоры a cappella западноевропейских и американских композиторов (2CD). Хор Ленинградского радио и телевидения. Дирижирует Григорий Сандлер
- Народные песни a cappella (2CD). Хор Ленинградского радио и телевидения. Дирижирует Григорий Сандлер
- Вадим Салманов. Хоры a acappella. Хор Ленинградского радио и телевидения. Дирижирует Григорий Сандлер
- Хор студентов Санкт-Петербургского государственного университета. Художественный руководитель Григорий Сандлер. Сезар Франк. Месса ля мажор. Сергей Танеев. Кантата Иоанн Дамаскин
- Хоровые произведения русских, советских, зарубежных композиторов, народные песни. Хор студентов Ленинградского (Санкт-Петербургского) государственного университета. Дирижёр Григорий Сандлер
- Военные песни. Хор Ленинградского радио и телевидения. Дирижирует Григорий Сандлер